# ラウリーノ
ラウリーノ（伊: Laurino）は、イタリア共和国カンパニア州サレルノ県にある、人口約1,500人の基礎自治体（コムーネ）。

## 地理

### 位置・広がり

#### 隣接コムーネ
隣接するコムーネは以下の通り。
- ベッロズグアルド
- カンポラ
- フェリット
- マリアーノ・ヴェーテレ
- ノーヴィ・ヴェーリア
- ピアッジーネ
- ロフラーノ
- ロシーニョ
- サッコ
- スティーオ
- ヴァッレ・デッランジェロ